# Bad Schwalbach

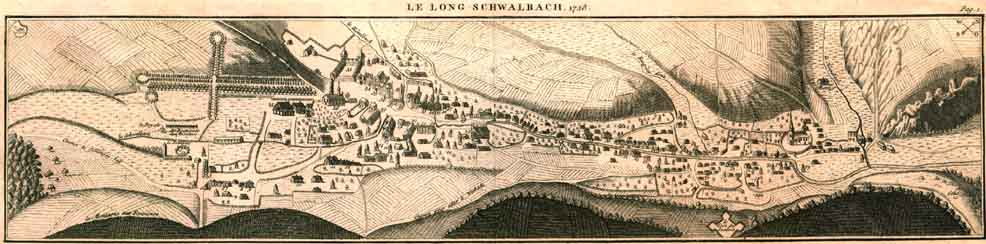
Karte von Langenschwalbach im Jahr 1728

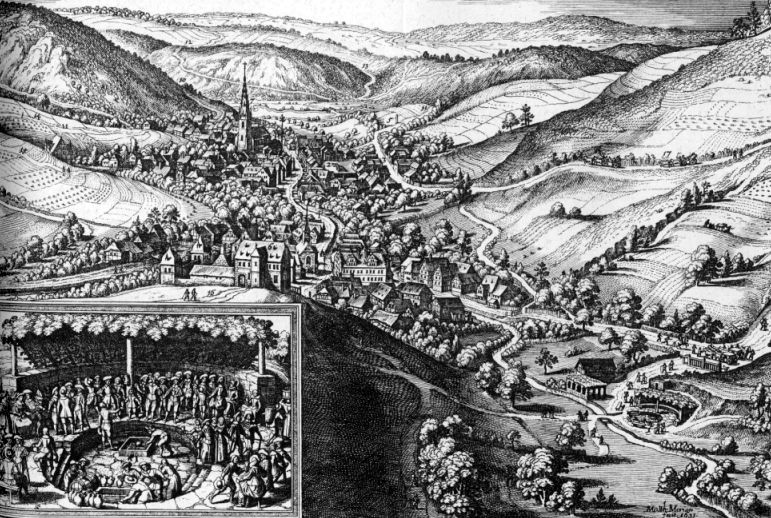
Bad Schwalbach – Auszug aus der Topographia Hassiae von Matthäus Merian dem Jüngeren 1655

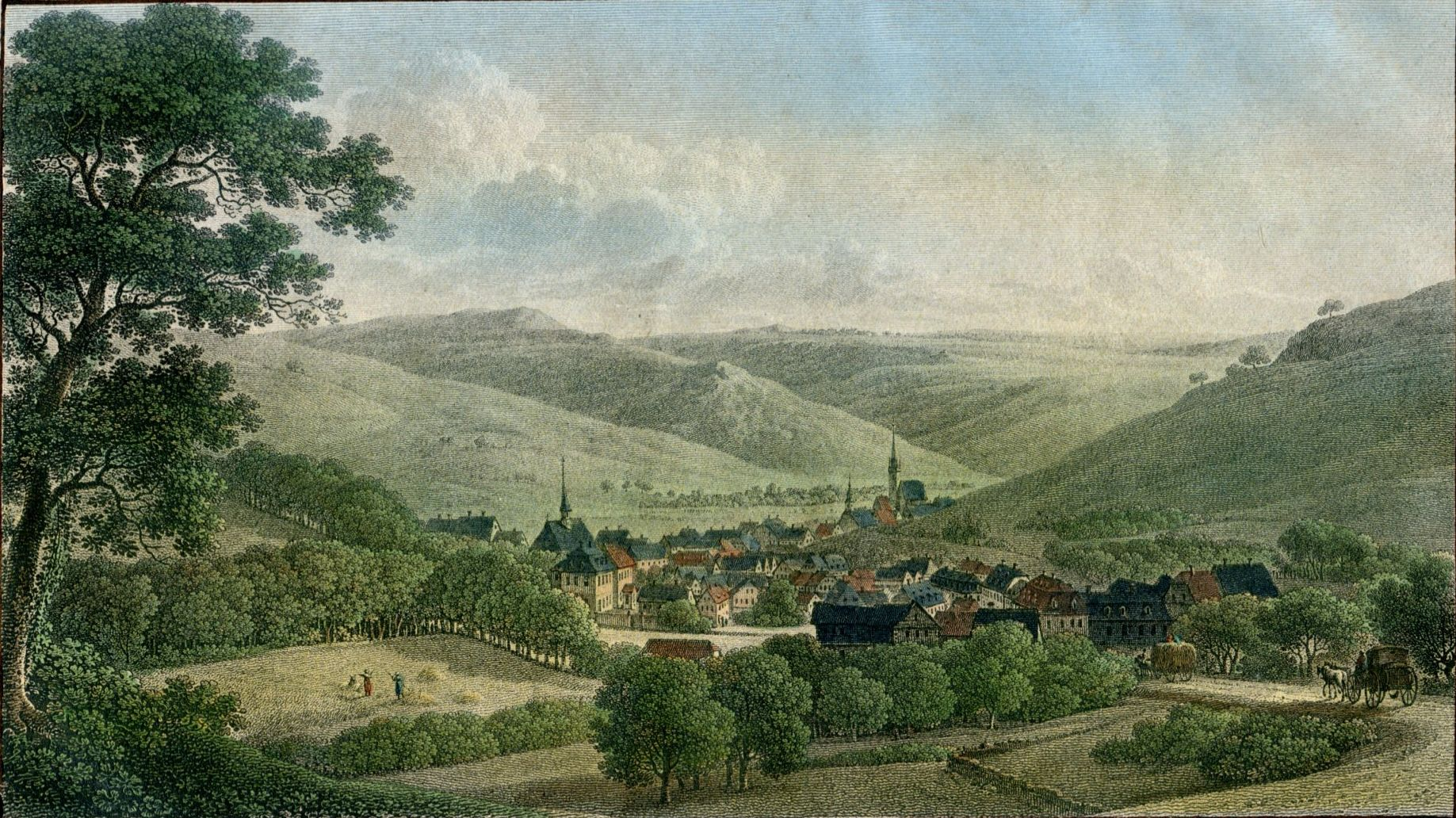
Ansicht von Schwalbach im 19ten Jahrhundert

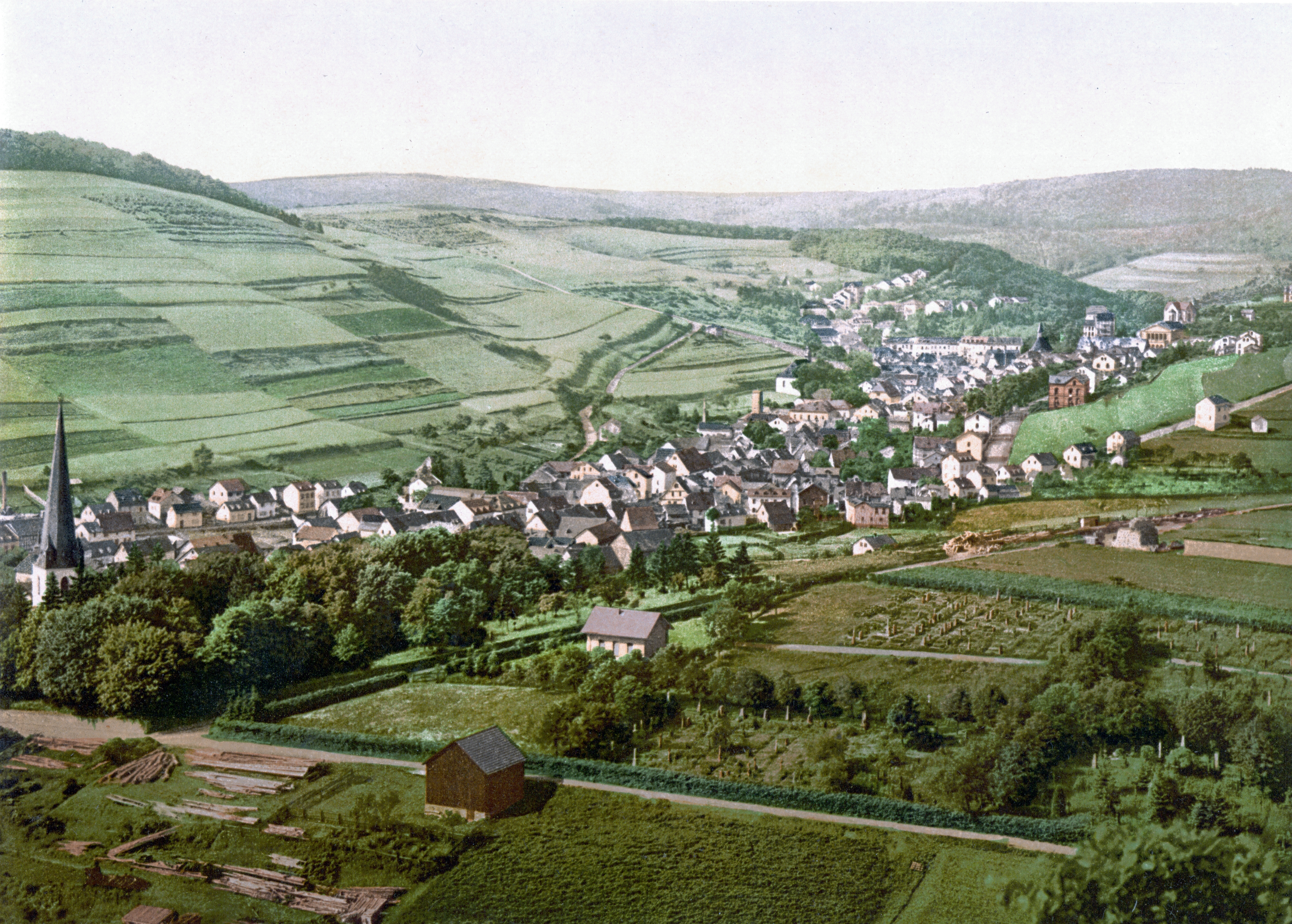
Bad Langenschwalbach um 1900

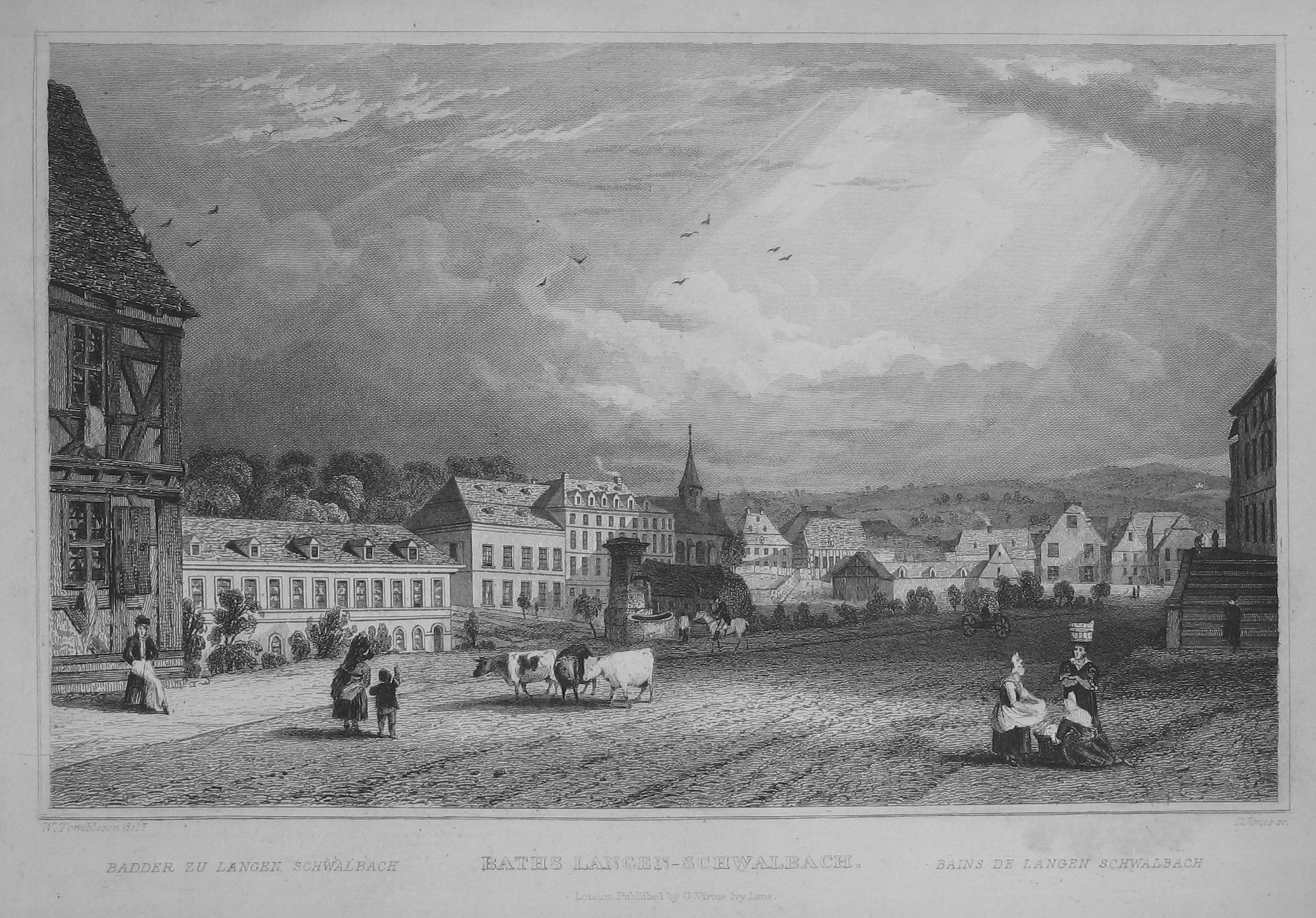
Bad Schwalbach um 1832 auf einem Stich nach Tombleson

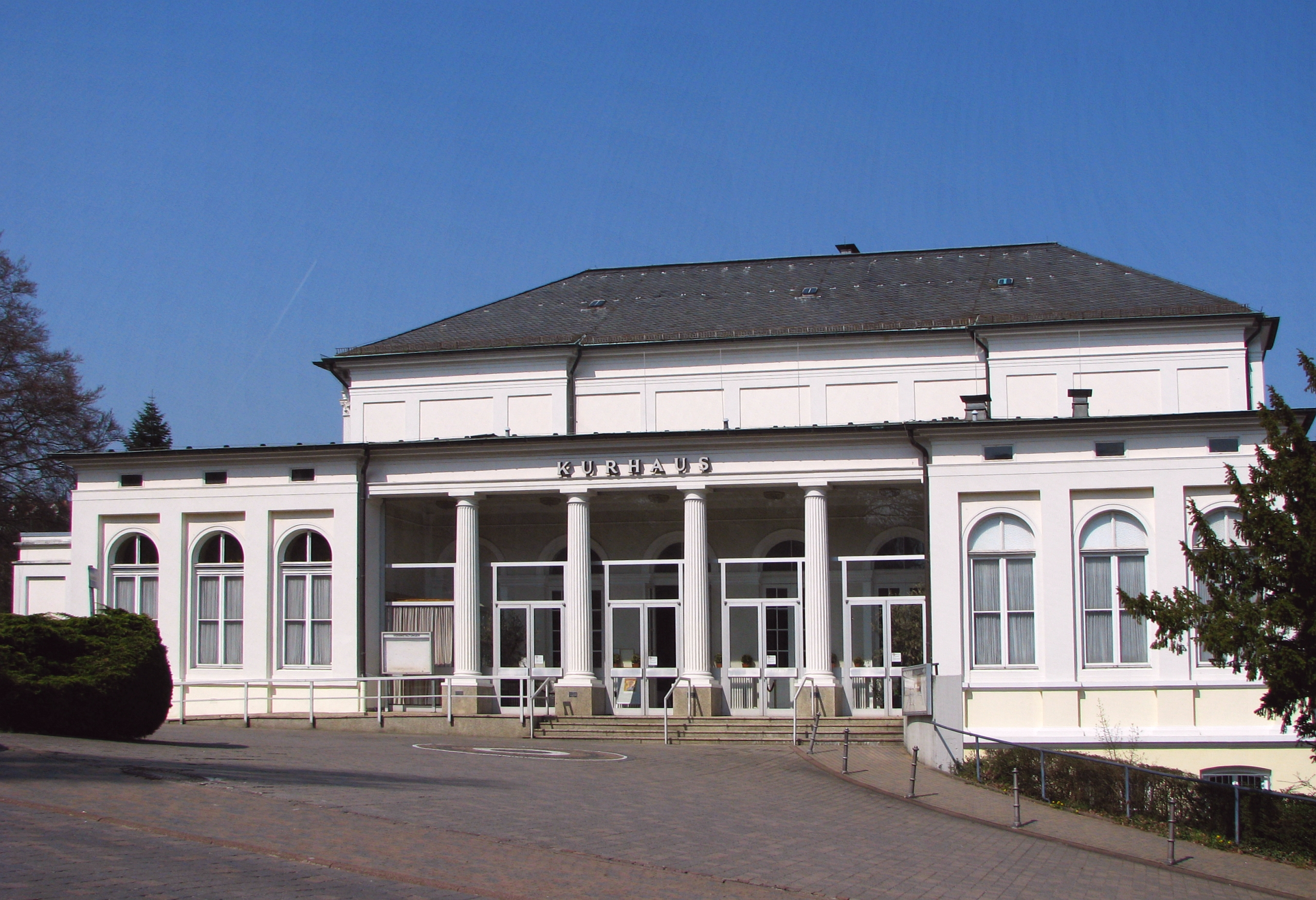
Kurhaus (fertiggestellt 1879)
im angedeuteten Renaissance-Stil

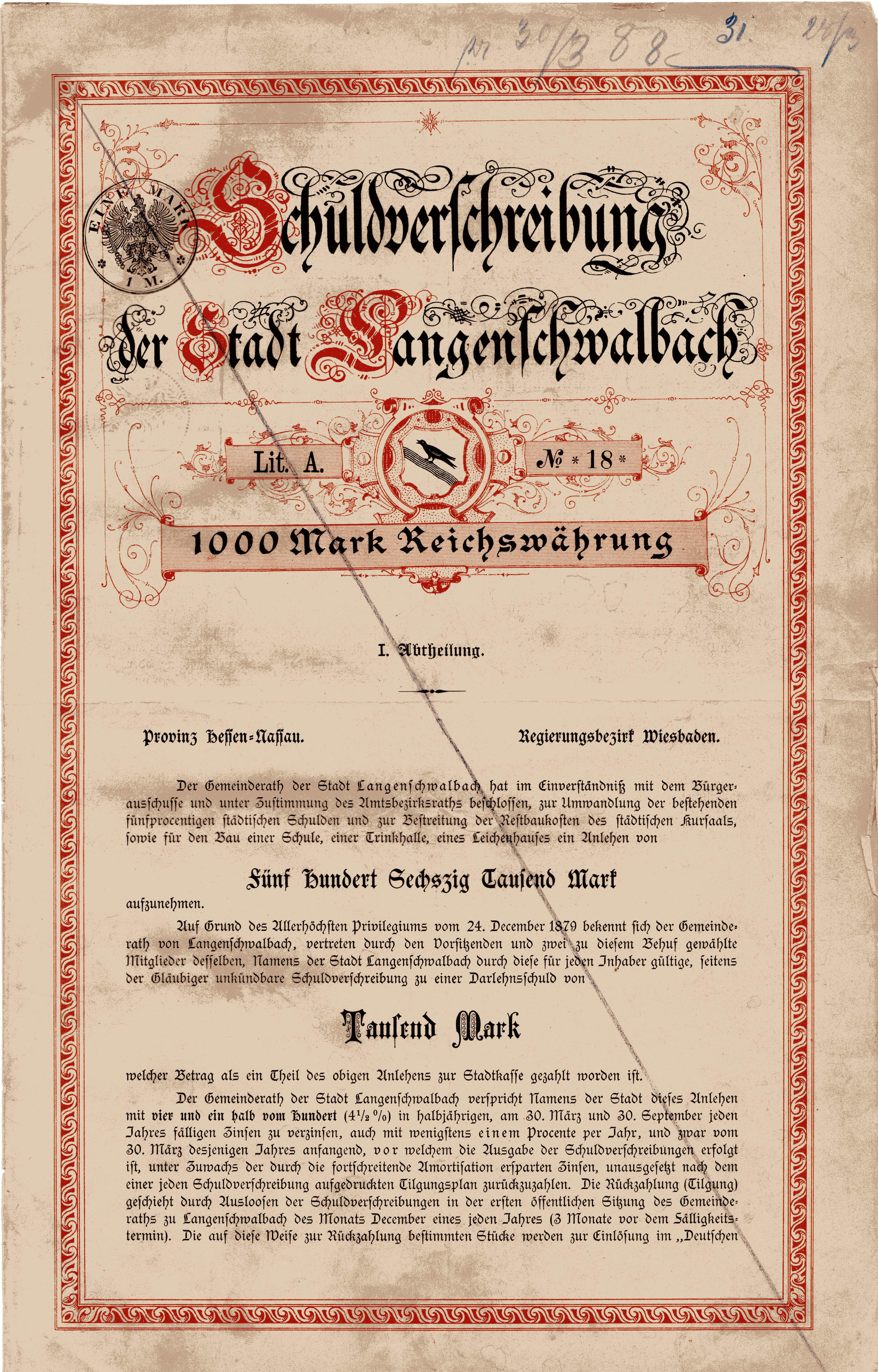
Schuldverschreibung über 1000 Mark der Stadt Langenschwalbach vom 1. März 1880 für den Bau einer Schule, einer Trinkhalle und eines Leichenhauses.

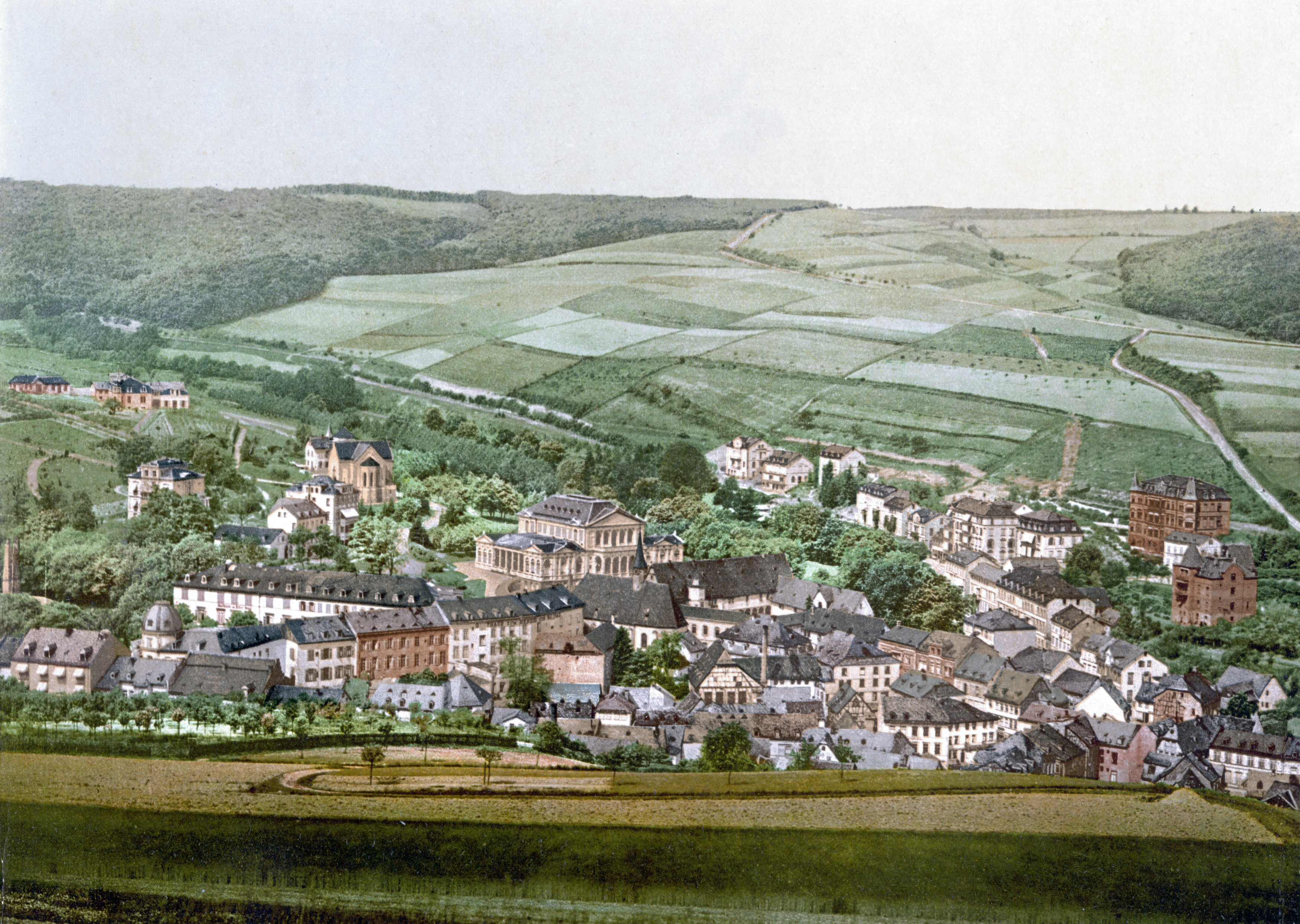
Bad Langenschwalbach um 1900

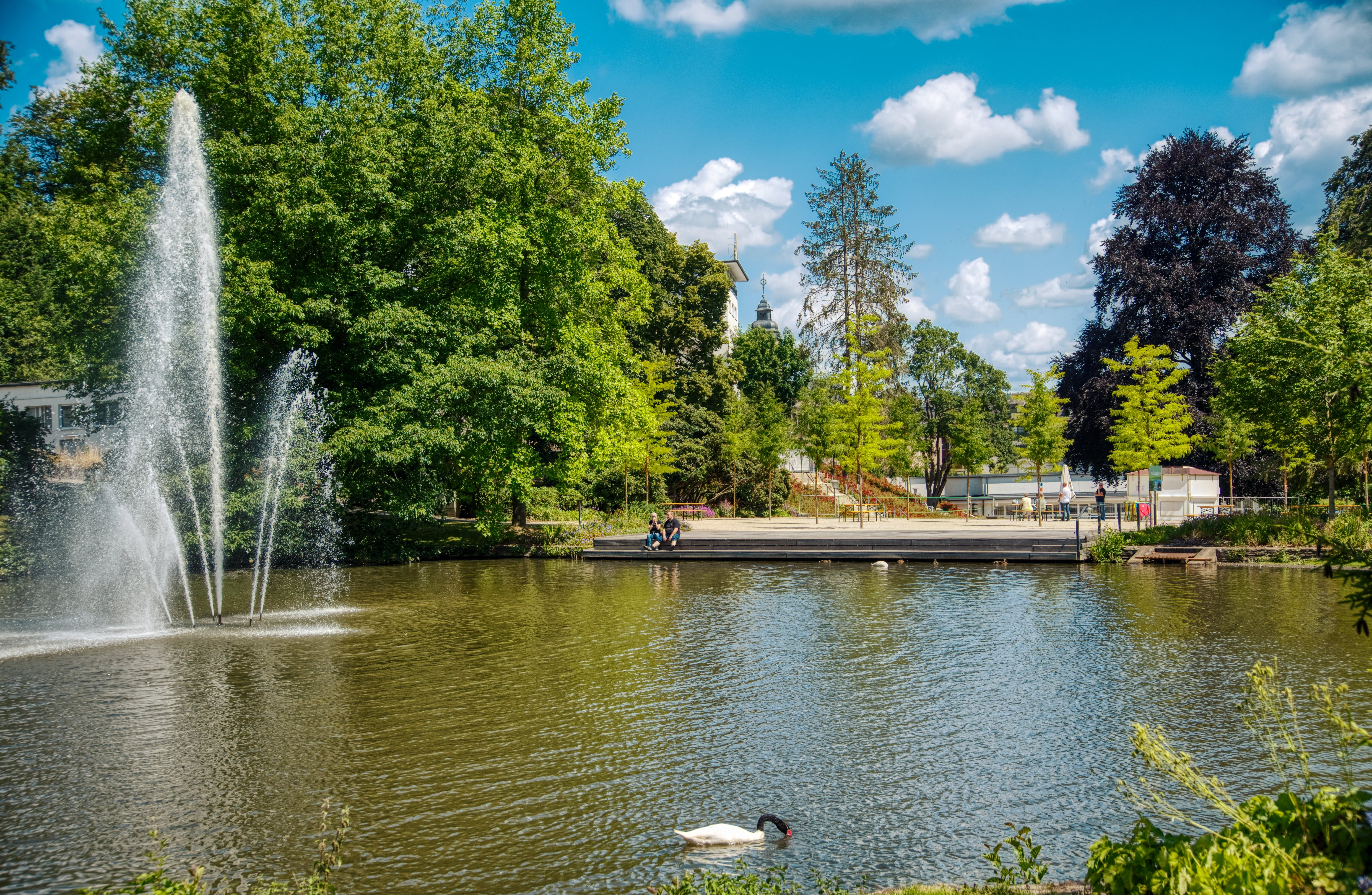
Kurpark von Bad Schwalbach – das Herz der Stadt

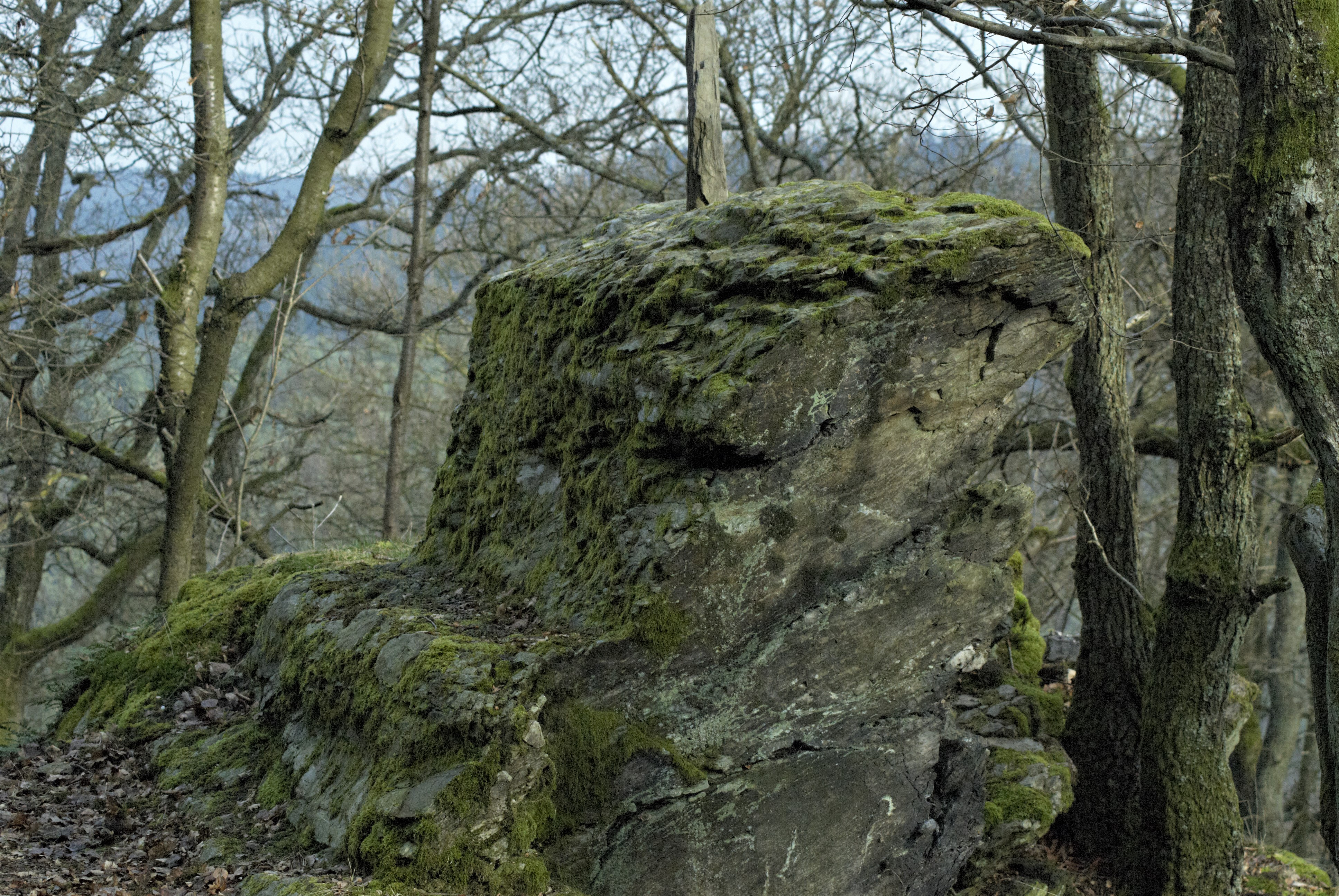
Naturdenkmal die Steinerne Bank in Bad Schwalbach

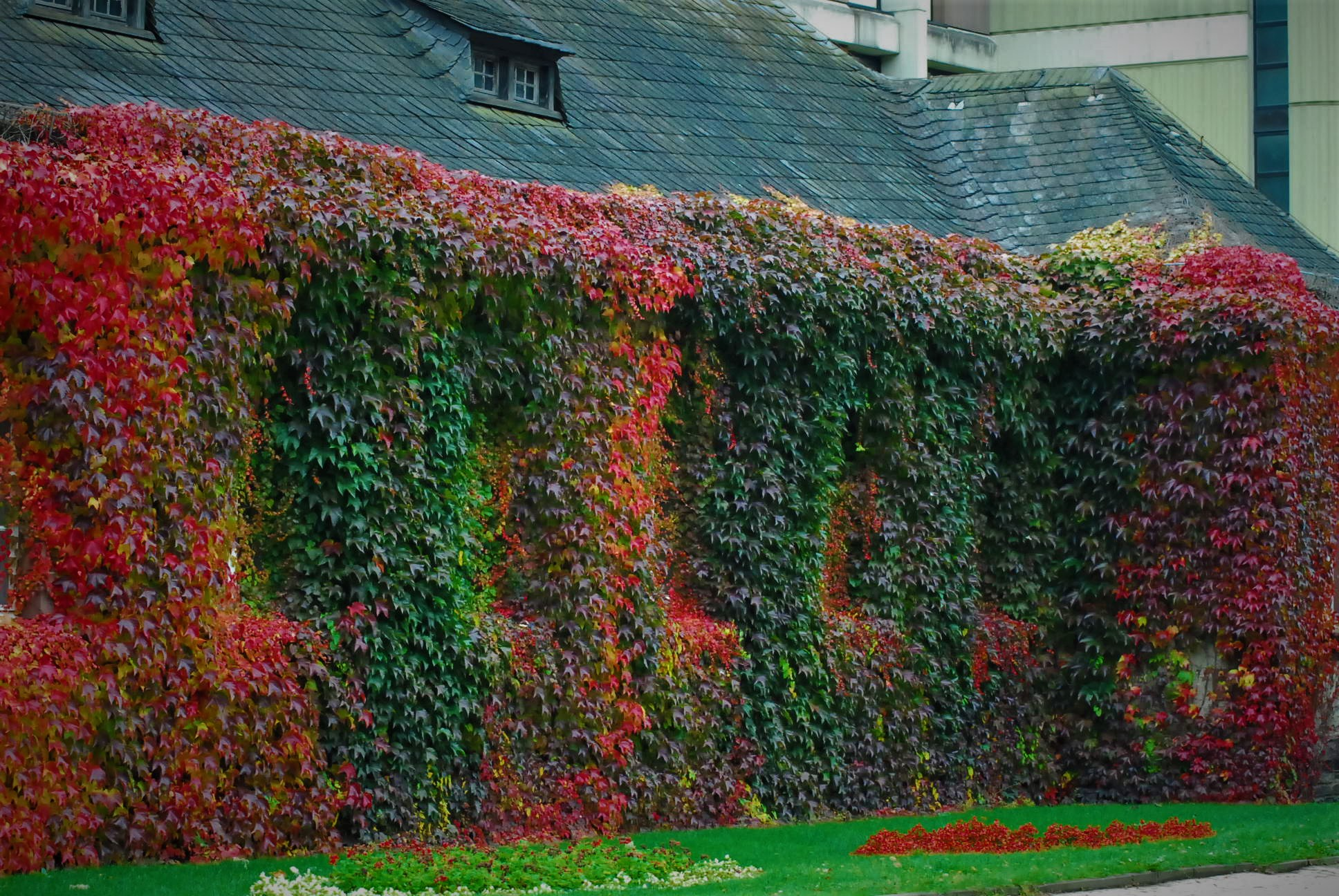
Altes Moorbadehaus in Bad Schwalbach

Bad Schwalbach (bis 21. April 1927 Langenschwalbach) ist die Kreisstadt im südhessischen Rheingau-Taunus-Kreis. Die Stadt ist eines der ältesten hessischen Heilbäder, zugleich ist sie seit 2014 ein anerkannter Kneippkurort.

## Geografie

### Geografische Lage
Bad Schwalbach ist ein Kurort etwa 20 Kilometer nordwestlich der hessischen Landeshauptstadt Wiesbaden. Die Kernstadt liegt in 289 bis 465 Meter Höhe im westlichen Hintertaunus sehr langgestreckt auf 2,5 Kilometer Länge in einem linken Seitental der Aar, das vom Nesselbach durchflossen wird. Über 56 Prozent der Gemarkungsfläche besteht aus Wald.

### Nachbargemeinden und -kreise
Bad Schwalbach grenzt im Norden an die Gemeinde Hohenstein, im Osten an die Stadt Taunusstein, im Süden an die Gemeinde Schlangenbad sowie im Westen an die Gemeinde Heidenrod.

### Stadtgliederung
Die Stadt besteht aus den Stadtteilen Adolfseck, der Kernstadt Bad Schwalbach, Fischbach, Heimbach, Hettenhain, Langenseifen, Lindschied und Ramschied.
Für die sieben außerhalb der Kernstadt Bad Schwalbach liegenden Stadtteile wurde je ein Ortsbezirk gebildet. Jeder Ortsbezirk hat einen Ortsbeirat aus sieben Mitgliedern unter dem Vorsitz eines Ortsvorstehers.

## Geschichte
Zur römischen Vergangenheit siehe den Hauptartikel Kleinkastell Adolfseck.

### Mittelalter
Bad Schwalbach wurde als Langinswalbach im Jahre 1352 erstmals urkundlich erwähnt und war seit 1364 als Pfarrei bekannt. Weitere historisch dokumentierte Erwähnungen des Ortsnamens sind Swalbach 1360 und Langenschwalbach Anfang des 16. Jahrhunderts. Erste zuverlässige Berichte über die Mineralquellen gibt es ab 1568 durch den Wormser Arzt Tabernaemontanus, der den Ort auch in seinem 1581 erschienenen Werk Neuw Wasserschatz bekannt machte. Der Speyerer Weihbischof Heinrich Fabricius hielt sich bereits 1583 zur Kur am Sauerbrunnen von Bad Schwalbach auf. Obwohl Langenschwalbach im Dreißigjährigen Krieg völlig zerstört wurde, wurde es schnell wieder aufgebaut, der Handel mit dem Heilwasser begann zu blühen. Zunächst wurde das Wasser im Versandhandel in Krügen und Fässern in ganz Europa verkauft. Nur wenige Heilungsuchende nahmen den beschwerlichen Weg in den Taunus auf sich.
Langenschwalbach war im Mittelalter eines der 15 Überhöhischen Dörfer, die zu Kurmainz gehörten. Im Laufe der Zeit gewann die Grafschaft Katzenelnbogen immer mehr Einfluss auf die Orte außerhalb des Rheingauer Gebücks, die schließlich zu einem Teil der Niedergrafschaft Katzenelnbogen wurden und dem Amt Hohenstein unterstellt waren. Nach dem Aussterben des Grafengeschlechts 1479 im Mannesstamme ging die Herrschaft über die Niedergrafschaft Katzenelnbogen an die Landgrafen von Hessen.

### Frühe Neuzeit
Nach der Teilung der Landgrafschaft im Jahr 1567 fiel das Gebiet an Hessen-Rheinfels, nach dem Aussterben dieser Linie wechselte das Gebiet mehrmals zwischen Hessen-Darmstadt und Hessen-Kassel aufgrund von Erbstreitigkeiten (Hessenkrieg), ab 1648 (Westfälischer Friede) verblieb es bei Hessen-Kassel, das es der teilsouveränen Linie Hessen-Rotenburg zuordnete. Im Jahre 1729 wurde Langenschwalbach Sitz des Amtes Hohenstein, das seinen Namen aber beibehielt. Nach der französischen Besetzung des Linken Rheinufers im Jahr 1794 wurde die Verwaltung der ganzen Niedergrafschaft von Sankt Goar nach Langenschwalbach verlegt.

### Neuzeit
Da Hessen-Kassel 1806 neutral bleiben wollte und nicht dem Rheinbund beitrat, besetzte Napoleon Bonaparte die komplette Landgrafschaft. Deshalb verwaltete seit 1806 der Kaiserliche Präfekturrat Balthasar Pietsch von Langenschwalbach aus im Namen Napoleons das Territorium des Pays réservé de Catzenellenbogen. Als schlussendlich am 17. Oktober 1816 das Herzogtum Nassau von diesem Gebiet Besitz ergriff, bestimmte es Langenschwalbach zum Sitz eines herzoglichen Amtes.
Erst mit der Verbesserung der Verkehrsverhältnisse durch den Straßenbau setzte zu Beginn des 19. Jahrhunderts der Kurbetrieb ein. Nachdem Francis Head 1830 Bubbles from the Brunnen veröffentlicht hatte, wurden die Taunusbäder unter Briten populär. Zahlreiche gekrönte Häupter, Fürsten und Grafen kamen nun zur Kur und besuchten die Spielbank, wo auch weniger seriöse Herrschaften verkehrten. Während der Zeit des Aufschwungs nach der nassauischen Erwerbung und der Veröffentlichung der „Bubbles“ hatten Schlangenbad und Schwalbach keinen Standortnachteil gegenüber Bad Ems bzw. Wiesbaden. Mit der Errichtung vom Cursaal Bau bis 1879 (heutiges Kurhaus im renaissanceverwandten Baustil) wurde dem Anspruch auf verbesserte Kurbedingungen Rechnung getragen. Parallel zu den Verbesserungen der örtlichen Einrichtungen wurde das Reisen mit Postkutsche (bis um 1845) durch die schnellere, bequemere und günstigere Eisenbahn überholt. Die 1889 fertiggestellte Aartalbahn von Wiesbaden nach Langenschwalbach trug auch wesentlich zum Aufschwung bei. Nach Ende des Ersten Weltkriegs verlor der Zuspruch des Adels als Kurklientel schnell an Bedeutung, und es begann der langwierige und teilweise mit gravierenden wirtschaftlichen Einschnitten verbundene Wandel vom Luxusbad zu einem für die Allgemeinheit offenen Kurbad mit einer Anpassung an andere gesellschaftliche Verhältnisse und Ansprüche, die erst nach dem Zweiten Weltkrieg vollendet wurde.
In einem Wald bei Langenschwalbach soll Katharina Pfeiffer aus Langenhain im Taunus Ende 1800 oder Anfang 1801 dem Räuber Schinderhannes ein Kind geboren haben.
Lord Carnarvon verunglückte 1901 bei einer Autofahrt auf der Bäderstraße schwer und hatte bis zu seinem Lebensende unter den Unfallfolgen zu leiden. Aus gesundheitlichen Gründen hielt er sich fortan in den Wintermonaten gern in Ägypten auf und lernte hier Howard Carter, den Mitentdecker des Königsgrabes von Tut-Ench-Amun, kennen, dessen Ausgrabungen im Tal der Könige er fortan finanzierte. Lord Carnarvon starb am 6. April 1923.

### Hessische Gebietsreform
Am 31. Dezember 1971 wurden im Zuge der Gebietsreform in Hessen die bisher selbständigen Gemeinden Adolfseck, Fischbach, Heimbach, Hettenhain, Langenseifen und Ramschied auf freiwilliger Basis eingemeindet. Lindschied wurde am 1. Januar 1977 kraft Landesgesetz in die Stadt eingegliedert. Für alle eingemeindeten Stadtteile wurden Ortsbezirke mit Ortsbeirat und Ortsvorsteher nach der Hessischen Gemeindeordnung eingerichtet.

### Territorial- und Verwaltungsgeschichte im Überblick
Die folgende Liste zeigt die Territorien, in denen Bad Schwalbach lag, bzw. die Verwaltungseinheiten, denen es unterstand:
- 1530 und später: Heiliges Römisches Reich, Landgrafschaft Hessen, Niedergrafschaft Katzenelnbogen, Amt Hohenstein
- ab 1567: Heiliges Römisches Reich, Hessen-Rheinfels, Niedergrafschaft Katzenelnbogen, Amt Hohenstein
- ab 1583: Heiliges Römisches Reich, Landgrafschaft Hessen-Darmstadt, Niedergrafschaft Katzenelnbogen, Amt Hohenstein
- ab 1648: Heiliges Römisches Reich, Landgrafschaft Hessen-Kassel, Niedergrafschaft Katzenelnbogen, Amt Hohenstein
- 1806–1813: Kaiserreich Frankreich, Niedergrafschaft Katzenelnbogen (Pays réservé de Catzenellenbogen)
- ab 1816: Herzogtum Nassau, Amt Langen-Schwalbach
- ab 1849: Herzogtum Nassau, Regierungsbezirk Wiesbaden, Kreisamt Langen-Schwalbach
- ab 1854: Herzogtum Nassau, Amt Langenschwalbach
- ab 1867: Königreich Preußen, Provinz Hessen-Nassau, Regierungsbezirk Wiesbaden, Untertaunuskreis
- ab 1871: Deutsches Reich, Königreich Preußen, Provinz Hessen-Nassau, Regierungsbezirk Wiesbaden, Untertaunuskreis
- ab 1918: Deutsches Reich, Freistaat Preußen, Provinz Hessen-Nassau, Regierungsbezirk Wiesbaden, Untertaunuskreis
- ab 1944: Deutsches Reich, Freistaat Preußen, Provinz Nassau, Untertaunuskreis
- ab 1945: Amerikanische Besatzungszone, Groß-Hessen, Regierungsbezirk Wiesbaden, Untertaunuskreis
- ab 1946: Amerikanische Besatzungszone, Hessen, Regierungsbezirk Wiesbaden, Untertaunuskreis
- ab 1949: Bundesrepublik Deutschland, Hessen, Untertaunuskreis
- ab 1968: Bundesrepublik Deutschland, Hessen, Regierungsbezirk Darmstadt, Untertaunuskreis
- ab 1977: Bundesrepublik Deutschland, Hessen, Regierungsbezirk Darmstadt, Rheingau-Taunus-Kreis

### Bevölkerung

#### Einwohnerstruktur 2011
Nach den Erhebungen des Zensus 2011 lebten am Stichtag, dem 9. Mai 2011, in Bad Schwalbach 10.394 Einwohner. Darunter waren 1082 (10,4 %) Ausländer, von denen 402 aus dem EU-Ausland, 501 aus anderen europäischen Ländern und 178 aus anderen Staaten kamen. Von den deutschen Einwohnern hatten 20,0 % einen Migrationshintergrund. (Bis zum Jahr 2020 erhöhte sich die Ausländerquote auf 21,1 %.) Nach dem Lebensalter waren 1749 Einwohner unter 18 Jahren, 3549 zwischen 18 und 49, 2364 zwischen 50 und 64 und 2268 Einwohner waren älter.
Die Einwohner lebten in 4734 Haushalten. Davon waren 1617 Singlehaushalte, 1428 Paare ohne Kinder und 1176 Paare mit Kindern, sowie 381 Alleinerziehende und 132 Wohngemeinschaften. In 1098 Haushalten lebten ausschließlich Senioren/-innen und in 3138 Haushaltungen leben keine Senioren/-innen.

#### Einwohnerentwicklung
- 1587: 107 Hausgesesse[4]
- 1809: 1455 Einwohner (darunter 80 Juden)[4]

| Bad Schwalbach: Einwohnerzahlen von 1809 bis 2020 | Bad Schwalbach: Einwohnerzahlen von 1809 bis 2020 | Bad Schwalbach: Einwohnerzahlen von 1809 bis 2020 | Bad Schwalbach: Einwohnerzahlen von 1809 bis 2020 | Bad Schwalbach: Einwohnerzahlen von 1809 bis 2020 |
| --- | ------------------------------------------------- | ------------------------------------------------- | ------------------------------------------------- | ------------------------------------------------- |
| Jahr |                                                   |                                                   |                                                   | Einwohner                                         |
| 1809 | 1809                                              |                                                   | 1.455                                             | 1.455                                             |
| 1827 | 1827                                              |                                                   | 1.766                                             | 1.766                                             |
| 1834 | 1834                                              |                                                   | 2.040                                             | 2.040                                             |
| 1840 | 1840                                              |                                                   | 2.050                                             | 2.050                                             |
| 1846 | 1846                                              |                                                   | 2.258                                             | 2.258                                             |
| 1852 | 1852                                              |                                                   | 2.121                                             | 2.121                                             |
| 1858 | 1858                                              |                                                   | 2.072                                             | 2.072                                             |
| 1864 | 1864                                              |                                                   | 2.384                                             | 2.384                                             |
| 1871 | 1871                                              |                                                   | 2.644                                             | 2.644                                             |
| 1875 | 1875                                              |                                                   | 2.731                                             | 2.731                                             |
| 1885 | 1885                                              |                                                   | 2.658                                             | 2.658                                             |
| 1895 | 1895                                              |                                                   | 2.702                                             | 2.702                                             |
| 1905 | 1905                                              |                                                   | 2.836                                             | 2.836                                             |
| 1910 | 1910                                              |                                                   | 2.708                                             | 2.708                                             |
| 1925 | 1925                                              |                                                   | 2.790                                             | 2.790                                             |
| 1939 | 1939                                              |                                                   | 3.506                                             | 3.506                                             |
| 1946 | 1946                                              |                                                   | 4.982                                             | 4.982                                             |
| 1950 | 1950                                              |                                                   | 5.475                                             | 5.475                                             |
| 1956 | 1956                                              |                                                   | 5.609                                             | 5.609                                             |
| 1961 | 1961                                              |                                                   | 5.789                                             | 5.789                                             |
| 1967 | 1967                                              |                                                   | 6.146                                             | 6.146                                             |
| 1973 | 1973                                              |                                                   | 8.937                                             | 8.937                                             |
| 1975 | 1975                                              |                                                   | 8.972                                             | 8.972                                             |
| 1980 | 1980                                              |                                                   | 9.254                                             | 9.254                                             |
| 1985 | 1985                                              |                                                   | 9.412                                             | 9.412                                             |
| 1990 | 1990                                              |                                                   | 10.222                                            | 10.222                                            |
| 1995 | 1995                                              |                                                   | 10.937                                            | 10.937                                            |
| 2000 | 2000                                              |                                                   | 10.979                                            | 10.979                                            |
| 2005 | 2005                                              |                                                   | 11.069                                            | 11.069                                            |
| 2010 | 2010                                              |                                                   | 10.718                                            | 10.718                                            |
| 2011 | 2011                                              |                                                   | 10.394                                            | 10.394                                            |
| 2015 | 2015                                              |                                                   | 10.697                                            | 10.697                                            |
| 2020 | 2020                                              |                                                   | 11.207                                            | 11.207                                            |
| Datenquelle: Historisches Gemeindeverzeichnis für Hessen: Die Bevölkerung der Gemeinden 1834 bis 1967. Wiesbaden: Hessisches Statistisches Landesamt, 1968. Weitere Quellen: LAGIS; Hessisches Statistisches Informationssystem; Zensus 2011 Nach 1970 einschließlich der im Zuge der Gebietsreform in Hessen eingegliederten Orte. |                                                   |                                                   |                                                   |                                                   |

#### Religionszugehörigkeit
| • 1885: | 1637 evangelische (= 61,56 %), 826 katholische (= 31,08 %), 5 anderes christliche-konfessionelle (= 0,19 %), 190 jüdische (= 7,15 %) Einwohner |
| • 1961: | 3362 evangelische (= 58,08 %), 2210 katholische (= 38,18 %) Einwohner                                                                          |
| • 1987: | 4789 evangelische (= 47,96 %), 3323 katholische (= 33,38 %), 1874 sonstige (= 18,77 %) Einwohner                                               |
| • 2011: | 3780 evangelische (= 36,37 %), 2590 katholische (= 24,92 %), 4020 sonstige (= 38,78 %) Einwohner                                               |

## Politik

### Stadtverordnetenversammlung
Die Kommunalwahl am 14. März 2021 lieferte folgendes Ergebnis, in Vergleich gesetzt zu früheren Kommunalwahlen:
| Sitzverteilung in der Stadtverordnetenversammlung 2021Insgesamt 31 Sitze - SPD: 6 - Grüne: 8 - SWA & BSB: 7 - BLF: 3 - CDU: 7 | Parteien und Wählergemeinschaften | Parteien und Wählergemeinschaften           | 2021  | 2021  | 2016  | 2016  | 2011  | 2011  | 2006  | 2006  | 2001  | 2001  |
| Sitzverteilung in der Stadtverordnetenversammlung 2021Insgesamt 31 Sitze - SPD: 6 - Grüne: 8 - SWA & BSB: 7 - BLF: 3 - CDU: 7 | Parteien und Wählergemeinschaften | Parteien und Wählergemeinschaften           | %     | Sitze | %     | Sitze | %     | Sitze | %     | Sitze | %     | Sitze |
| Sitzverteilung in der Stadtverordnetenversammlung 2021Insgesamt 31 Sitze - SPD: 6 - Grüne: 8 - SWA & BSB: 7 - BLF: 3 - CDU: 7 | Grüne                             | Bündnis 90/Die Grünen                       | 26,0  | 8     | 16,8  | 6     | 19,0  | 7     | 11,1  | 4     | 9,3   | 4     |
| Sitzverteilung in der Stadtverordnetenversammlung 2021Insgesamt 31 Sitze - SPD: 6 - Grüne: 8 - SWA & BSB: 7 - BLF: 3 - CDU: 7 | SWA & BSB                         | Wählergemeinschaft SWA & BSB                | 24,1  | 7     | 22,2  | 8     | –     | –     | –     | –     | –     | –     |
| Sitzverteilung in der Stadtverordnetenversammlung 2021Insgesamt 31 Sitze - SPD: 6 - Grüne: 8 - SWA & BSB: 7 - BLF: 3 - CDU: 7 | CDU                               | Christlich Demokratische Union Deutschlands | 21,1  | 7     | 31,6  | 12    | 26,5  | 10    | 34,1  | 13    | 33,0  | 12    |
| Sitzverteilung in der Stadtverordnetenversammlung 2021Insgesamt 31 Sitze - SPD: 6 - Grüne: 8 - SWA & BSB: 7 - BLF: 3 - CDU: 7 | SPD                               | Sozialdemokratische Partei Deutschlands     | 18,6  | 6     | 20,8  | 8     | 24,5  | 9     | 30,8  | 11    | 32,8  | 12    |
| Sitzverteilung in der Stadtverordnetenversammlung 2021Insgesamt 31 Sitze - SPD: 6 - Grüne: 8 - SWA & BSB: 7 - BLF: 3 - CDU: 7 | BLF                               | Bürgerlich Liberaler Fortschritt            | 10,3  | 3     | 8,6   | 3     | –     | –     | –     | –     | –     | –     |
| Sitzverteilung in der Stadtverordnetenversammlung 2021Insgesamt 31 Sitze - SPD: 6 - Grüne: 8 - SWA & BSB: 7 - BLF: 3 - CDU: 7 | SWA                               | SWA – Unser Bad Schwalbach                  | –     | –     | –     | –     | 18,1  | 7     | –     | –     | –     | –     |
| Sitzverteilung in der Stadtverordnetenversammlung 2021Insgesamt 31 Sitze - SPD: 6 - Grüne: 8 - SWA & BSB: 7 - BLF: 3 - CDU: 7 | BSB                               | Bad Schwalbacher Bürgerblock                | –     | –     | –     | –     | 7,9   | 3     | 15,8  | 6     | 11,2  | 4     |
| Sitzverteilung in der Stadtverordnetenversammlung 2021Insgesamt 31 Sitze - SPD: 6 - Grüne: 8 - SWA & BSB: 7 - BLF: 3 - CDU: 7 | FDP                               | Freie Demokratische Partei                  | –     | –     | –     | –     | 4,2   | 1     | 4,0   | 1     | 3,9   | 1     |
| Sitzverteilung in der Stadtverordnetenversammlung 2021Insgesamt 31 Sitze - SPD: 6 - Grüne: 8 - SWA & BSB: 7 - BLF: 3 - CDU: 7 | FWG                               | Freie-Wähler-Gemeinschaft                   | –     | –     | –     | –     | –     | –     | 4,1   | 2     | 9,8   | 4     |
| Sitzverteilung in der Stadtverordnetenversammlung 2021Insgesamt 31 Sitze - SPD: 6 - Grüne: 8 - SWA & BSB: 7 - BLF: 3 - CDU: 7 | Gesamt                            | Gesamt                                      | 100,0 | 31    | 100,0 | 37    | 100,0 | 37    | 100,0 | 37    | 100,0 | 37    |
| Sitzverteilung in der Stadtverordnetenversammlung 2021Insgesamt 31 Sitze - SPD: 6 - Grüne: 8 - SWA & BSB: 7 - BLF: 3 - CDU: 7 | Wahlbeteiligung in Prozent        | Wahlbeteiligung in Prozent                  | 49,2  | 49,2  | 48,6  | 48,6  | 49,0  | 49,0  | 46,6  | 46,6  | 52,4  | 52,4  |

### Bürgermeister
Nach der hessischen Kommunalverfassung wird der Bürgermeister für eine sechsjährige Amtszeit gewählt, seit dem Jahr 1993 in einer Direktwahl, und ist Vorsitzender des Magistrats, dem in der Stadt Bad Schwalbach neben dem Bürgermeister ehrenamtlich ein Erster Stadtrat und sieben weitere Stadträte angehören. Bürgermeister ist seit dem 1. April 2020 Markus Oberndörfer (SPD). Er wurde als Nachfolger von Martin Hußmann (FDP), der nach zwei Amtszeiten nicht wieder kandidiert hatte, am 24. November 2019 in einer Stichwahl bei 42,0 Prozent Wahlbeteiligung mit 56,5 Prozent der Stimmen gewählt.
Amtszeiten der Bürgermeister
- 2020–2026 Markus Oberndörfer (SPD)[23]
- 2008–2020 Martin Hußmann (FDP)[24]
- 2002–2008 Michael Kalhoff (CDU)
- 1996–2002 Günter Janisch (CDU)[27]

### Städtepartnerschaften
Eine offizielle Städtefreundschaft besteht seit 1993 mit der in der Nähe von Versailles gelegenen Gemeinde Buc in der französischen Region Île-de-France.

## Museen
- Das Kur-, Stadt- und Apothekenmuseum wurde 2002 mit neuen Ausstellungsstücken eröffnet. Mit seinen Exponaten führt es die Besucher durch die Geschichte Bad Schwalbachs und dessen Kurleben. Das Museum beherbergt unter anderem das früher in Privaträumen betriebene Apothekenmuseum. Das Apothekenmuseum zeigt die im Jahre 1642 gegründete und vollständig eingerichtete älteste Apotheke im Taunus, die Adler-Apotheke.[29] Im Museum ist auch das Stadtarchiv untergebracht.

## Kultur und Sehenswürdigkeiten
- Besonderen Zugang zur Stadt- und Kurgeschichte bietet die Bad Schwalbacher Kurbahn, die auf den historischen Gleisen der ehemaligen Moortransportbahn im Kurpark verkehrt. Von April bis Oktober fahren die Züge des Bad Schwalbacher Kurbahnvereins an allen Sonn- und Feiertagen. Von der Station Moorbadehaus aus führt die Strecke zu den Moorgruben, vorbei am Golfhaus, Schwalbenbrunnen und Waldsee.
- Vom 28. April 2018 bis zum 7. Oktober 2018 fand in Bad Schwalbach die Hessische Landesgartenschau 2018 statt.
- Sehenswert sind außerdem die sieben Brunnen und viele Tempel, u. a. der Elisabethentempel, der von der Kaiserin Elisabeth von Österreich-Ungarn bei einem Kuraufenthalt in Langenschwalbach gestiftet wurde. Von dort aus hat man eine gute Aussicht über die Stadt.
- Nördlich der Stadt befindet sich Alexander’s Rest, eine überdachte Sitzbank, die als Gedenkstätte dient.

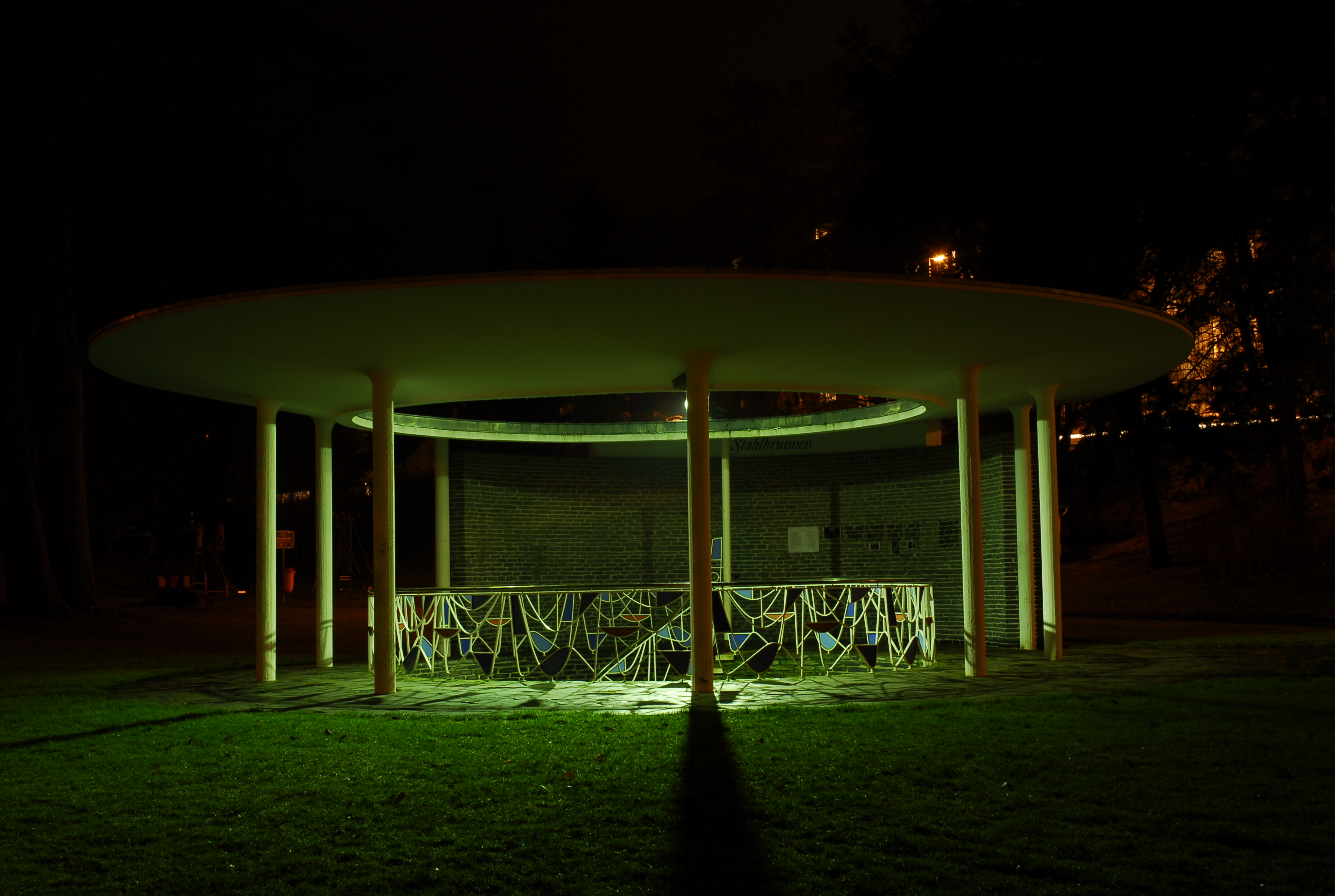
Der Stahlbrunnen in Bad Schwalbach, eisenhaltigste Quelle in Deutschland

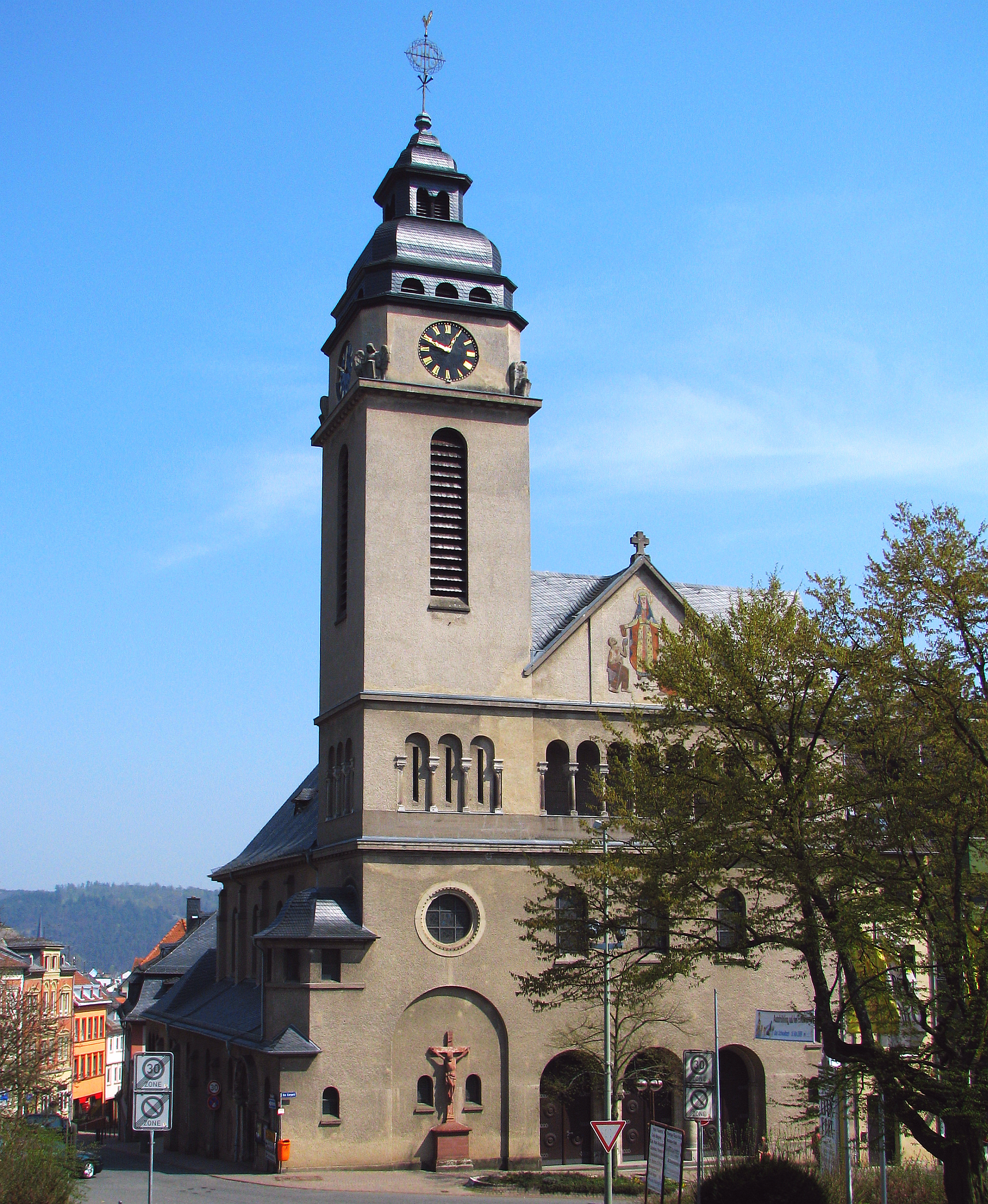
Die St.-Elisabeth-Kirche (1916) ist mit einer Turmhöhe von 55 Metern ein Wahrzeichen im Ort.

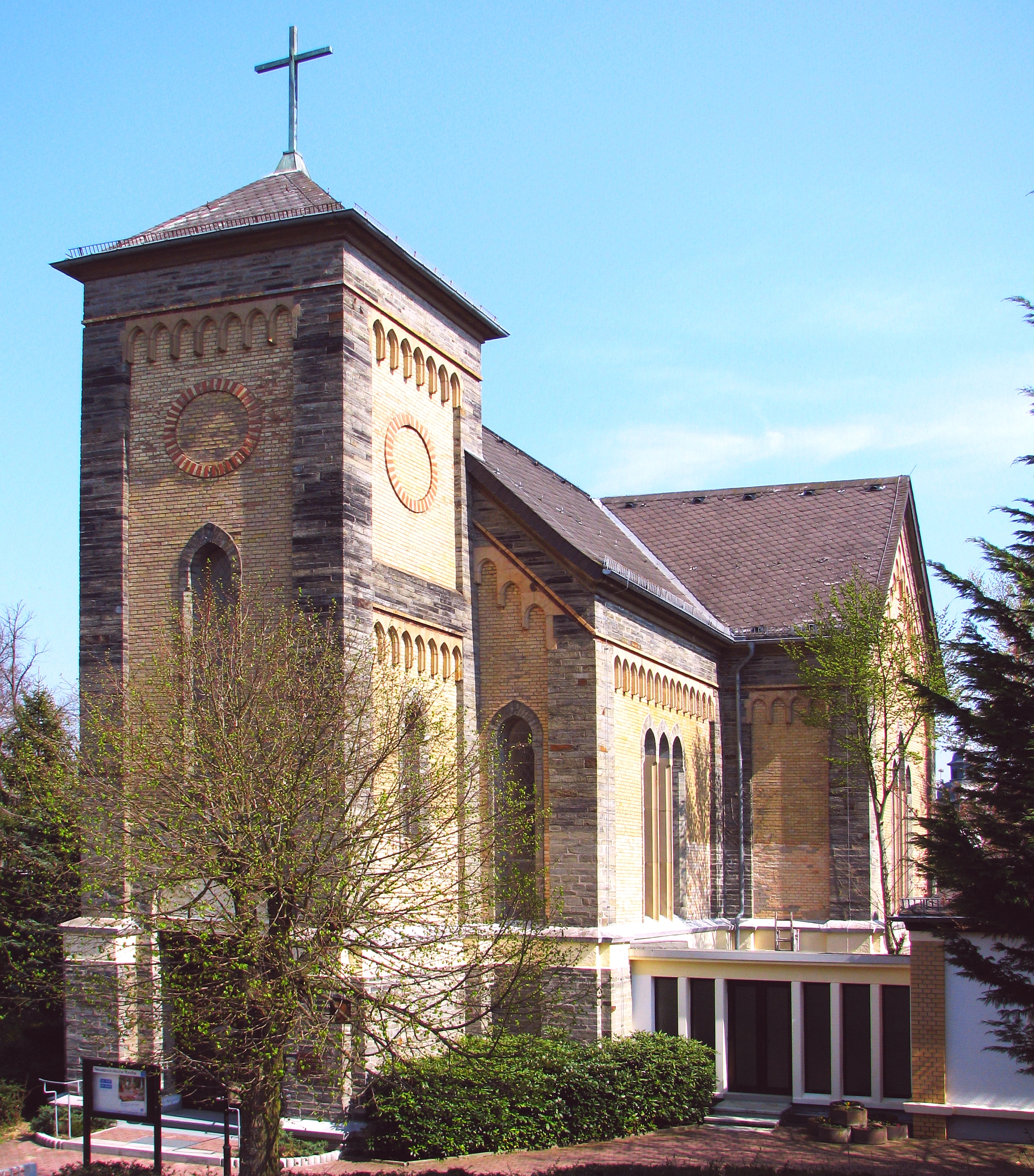
Neuapostolische Kirche am Goetheweg

## Religion und Kirchen
- Kreuzkirche
- Martin-Luther-Kirche
- Reformationskirche
- Neuapostolische Kirche
- St.-Elisabeth-Kirche
- Islamische Mosche (Osmanlı Camii, überwiegend sunnitisch, türkisch)
- Bis 1938 gab es in Bad Schwalbach auch eine Synagoge, die in der Reichspogromnacht in Brand gesetzt wurde.

## Infrastruktur und Wirtschaft

### Unternehmen

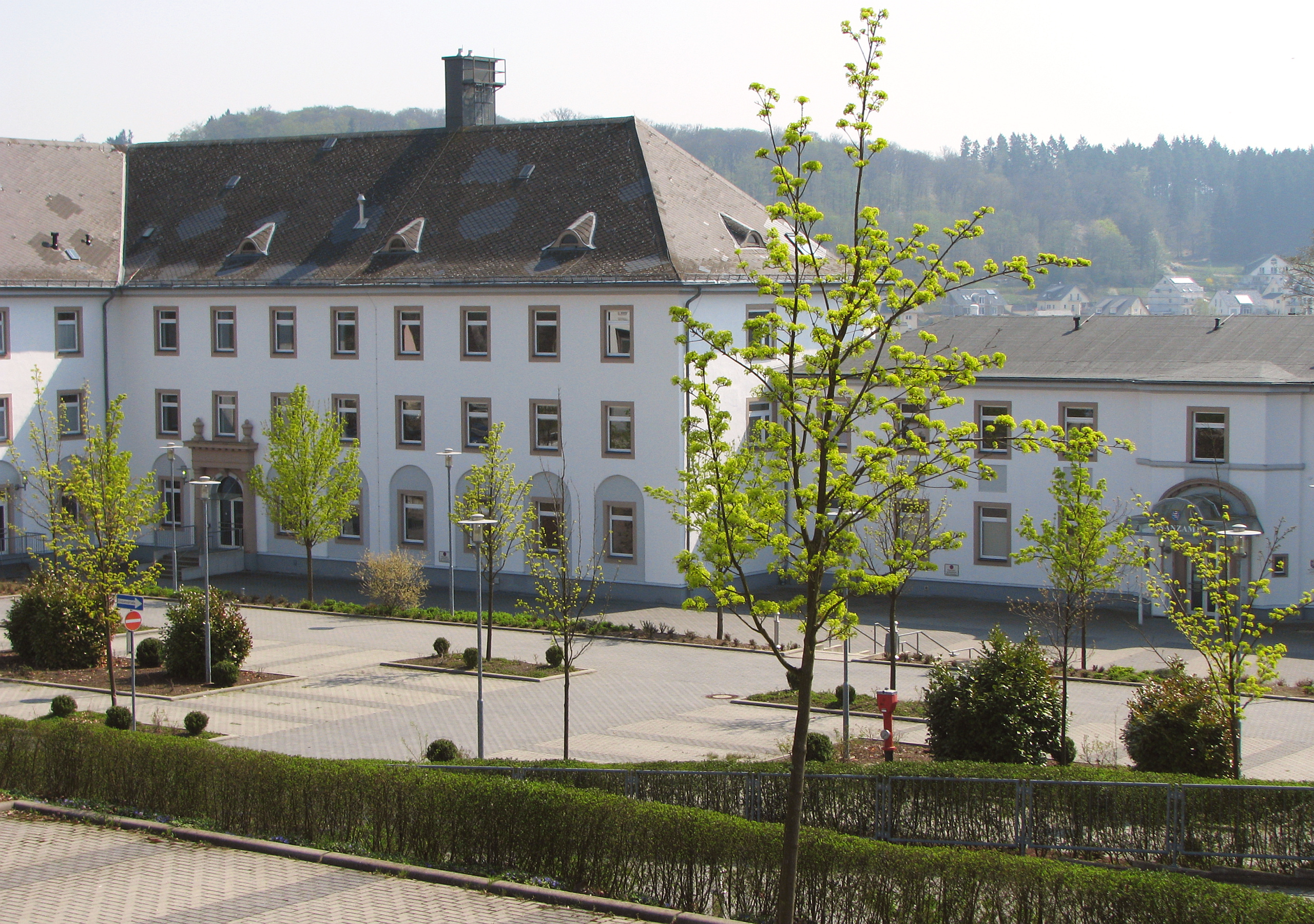
Finanzamt im Behördenzentrum an der Emser Straße

Größter Arbeitgeber ist die Schwälbchen Molkerei. Das Klinikzentrum Lindenallee ist eine interdisziplinäre Rehabilitationsklinik und beschäftigt etwa 190 Mitarbeiter. Entsprechend dem Bäderstatus kann Bad Schwalbach auf eine Reihe weiterer Kliniken verweisen, z. B. auf die Klinik am Park der DRV Hessen, die Montanus-Klinik der DRV Oldenburg-Bremen, das Otto-Fricke-Krankenhaus Paulinenberg.

### Behörden
Bad Schwalbach ist der Sitz der Kreisverwaltung und des Finanzamtes Rheingau-Taunus sowie des Amtsgericht Bad Schwalbach und des Hessischen Forstamtes Bad Schwalbach. Neben den städtischen Behörden haben außerdem die Agentur für Arbeit und die Polizei ihren örtlichen Dienstsitz in Bad Schwalbach, letztgenanntes im Behördenzentrum an der Emser Straße.

### Feuerwehr
Das Feuerwehrwesen liegt in Händen der Freiwilligen Feuerwehren der Stadt Bad Schwalbach.

### Verkehr

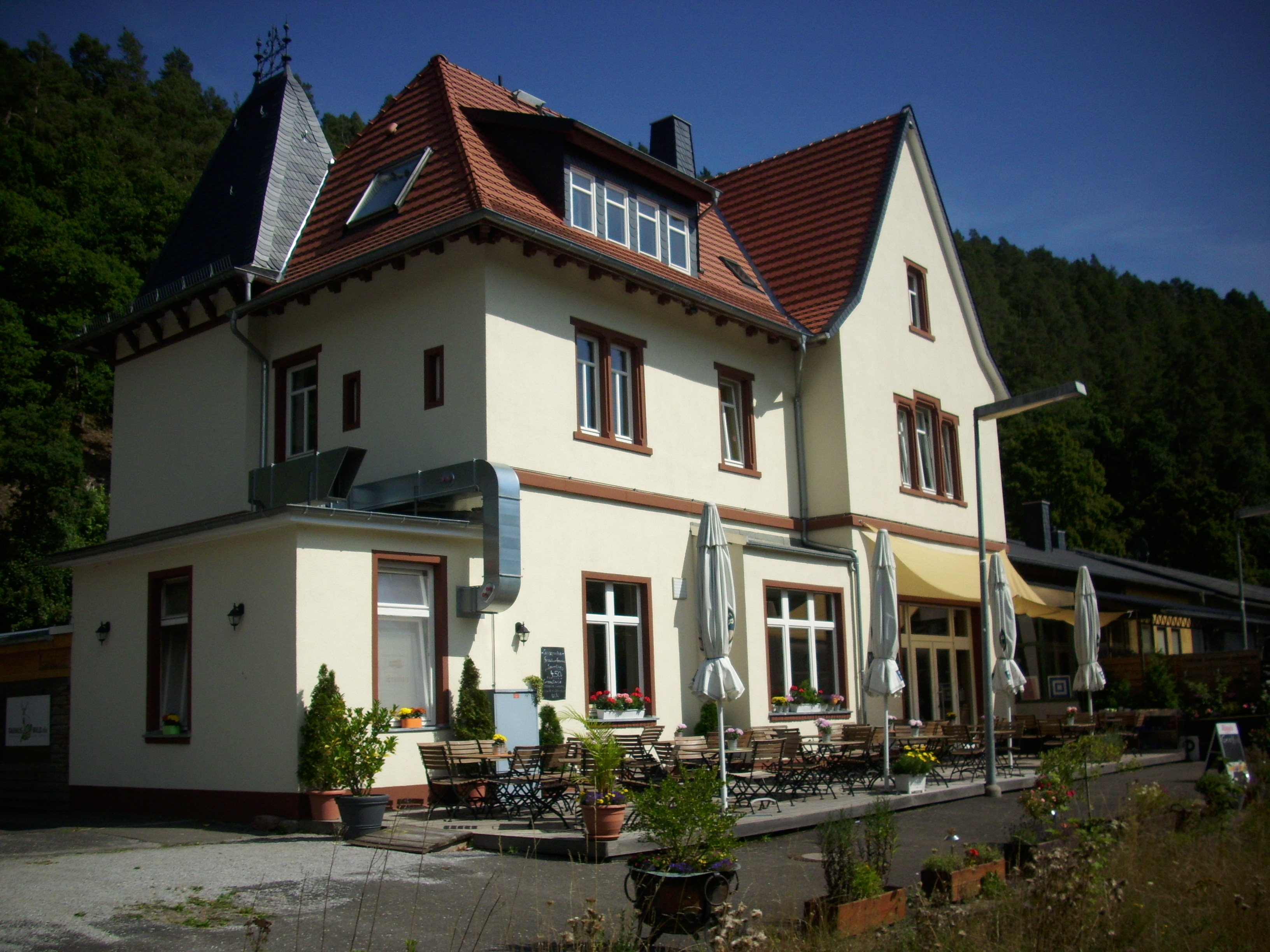
Bahnhof Bad Schwalbach

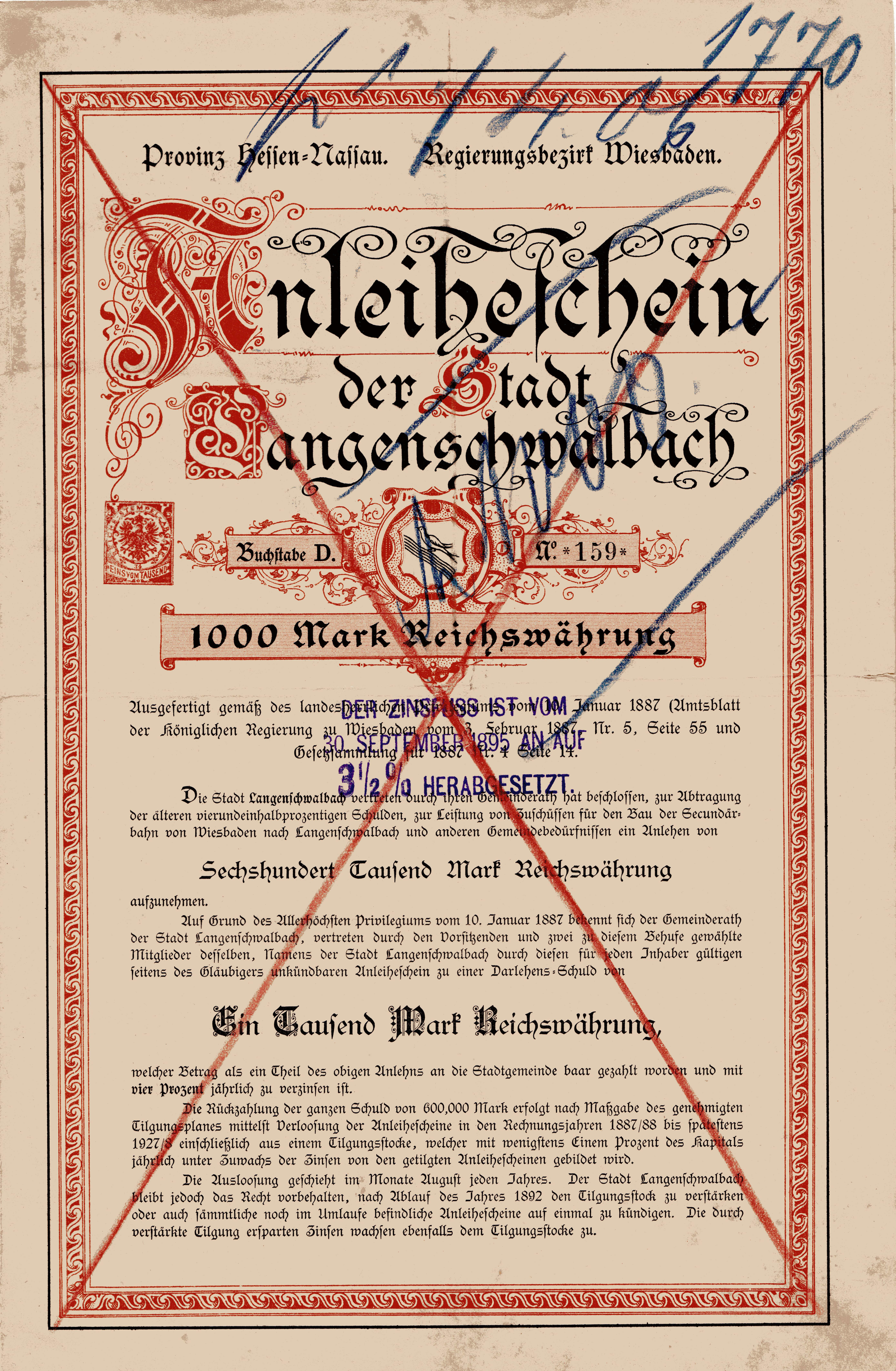
Anleihe der Stadt Langenschwalbach vom 30. März 1887 zur Finanzierung der „Secundärbahn“ von Wiesbaden nach Langenschwalbach

Bad Schwalbach liegt an der Bundesstraße 260, auch Bäderstraße genannt, sowie an der B 54 und der B 275. Autobahnanschluss besteht in 15 Kilometer Entfernung an die A 66 und in 20 Kilometer Entfernung an der Anschlussstelle Idstein der A 3.
Der Bahnhof Bad Schwalbach liegt an der Aartalbahn, auf der seit 1986 kein regulärer öffentlicher Personennahverkehr mehr betrieben wird. Bad Schwalbach ist damit eine der wenigen deutschen Kreisstädte, die im fahrplanmäßigen Eisenbahnverkehr nicht mehr bedient werden. Die Strecke ist als Kulturdenkmal Hessens längstes Baudenkmal und wurde bis 2009 saisonal am Wochenende mit historischen Zügen von der Nassauischen Touristik-Bahn befahren. Im Rahmen des Projekts Stadtbahn Wiesbaden war zwischen 1998 und 2001 eine Wiederaufnahme des Personenverkehrs zwischen Bad Schwalbach und Wiesbaden im Gespräch. Heute existieren Planungen zur Reaktivierung der Aartalbahn als Stadt- oder Regionalbahn. Die Bad Schwalbacher Kurbahn ist eine an Wochenenden betriebene Schmalspurbahn für den Ausflugsverkehr vom Moorbadehaus zu den Moorgruben.

### Schule und Bildung
- Nikolaus-August-Otto-Schule (kooperative Gesamtschule mit gymnasialer Oberstufe, ca. 1200 Schüler)
- Wiedbachschule (Grundschule)
- Janusz-Korczak-Schule (Schule für Lernhilfe Sonderpädagogisches Beratungs- und Förderzentrum)
- Internationale Opernakademie (Berufsfachschule für Opernsänger)

Die Volkshochschule Bad Schwalbach hat ihre Vertretung am Ort in der Adolfstraße. Weiter kann Bad Schwalbach auf mehrere Kindergärten bzw. -tagesstätten verweisen.

## Persönlichkeiten
In Bad Schwalbach wurden geboren:
- Joseph von Hessen-Rotenburg (1705–1744), Erbprinz und Thronfolger der Landgrafschaft Hessen-Rotenburg
- Polyxena von Hessen-Rotenburg-Rheinfels (1706–1735), Königin von Sardinien-Piemont
- Alexander von Hessen-Rotenburg (1710–1739), Prinz und kaiserlicher Obristwachtmeister
- Friedrich Lang (1785–1873), Gastwirt und Politiker
- Ludolf von Langen (1803–1872), nassauischer Amtmann und Abgeordneter
- Edmund Heusinger von Waldegg (1817–1886), Eisenbahningenieur
- Friedrich August Lang (1822–1866), Jurist und Politiker
- Rudolph Höhn (1834–1906), Bürgermeister und Mitglied des Provinziallandtages der Provinz Hessen-Nassau
- Heinrich Maurer (1834–1918), evangelischer Geistlicher
- Karl Chelius (1857–1906), Geologe
- Adolph Boehm (1878–1911), Komponist
- Otto Frickhoeffer (1892–1968), Komponist und Dirigent
- Karl Lange (1892–1966), NSDAP-Politiker und Landrat
- Robert Philipp Nöll von der Nahmer (1899–1986), FDP-Politiker
- Karl Kaiser (1906–1940), Germanist und Volkskundler
- Carl Rachor (1910–1975), Landrat
- Hans Rumpf (1911–1976), Verfahrenstechniker, Hochschullehrer und -politiker
- Reinhard Suhren (1916–1984), Fregattenkapitän, U-Boot-Kommandant im Zweiten Weltkrieg
- Benno Erhard (1923–2011), Jurist und Politiker (CDU)
- Bodo-Maria Erhard ISch (* 1924), Physiker und römisch-katholischer Geistlicher und Generaloberer des Säkularinstituts der Schönstatt-Patres (1968–1974)
- Hans-Klaus Jungheinrich (1938–2018), Kulturjournalist und Autor mit Schwerpunkt Musik
- Günther Schütz (1940–2020), Molekularbiologe
- Jörg Fauser (1944–1987), Journalist und Schriftsteller
- Renate Kohn (* 1947), Schauspielerin
- Harald Fuhr (* 1954), Politikwissenschaftler
- Peter Beck (* 1954), Komiker und Kabarettist
- Michael Siebel (* 1957), SPD-Politiker
- Stefan Rohrbacher (* 1958), Judaist und Hochschullehrer
- Klaus-Peter Willsch (* 1961), CDU-Politiker
- Christian Werner (* 1979), Radrennfahrer
- Erol Bulut (* 1975), Fußballtrainer bei Fenerbahce Istanbul
- Ayse Asar (* 1975), ehemalige Staatssekretärin im Hessischen Ministerium für Wissenschaft und Kunst
- Stefan Müller (* 1977), Politiker (FDP), Mitglied des Hessischen Landtags
- Christian Stolz (* 1977), Hochschullehrer
- Florian Kunze (* 1981), Wirtschaftswissenschaftler
- Matthias Boosch (* 1982), Schriftsteller
- Mareike Wagner (* 1983), Ägyptologin

Außerdem lebten und wirkten in der Gemeinde:
- Anton Mirou (1578 – um 1627), flämisch-niederländischer Maler, Zeichner des Zyklus Schwalbacher Reise
- Matthäus Merian der Ältere (1593–1650), Kupferstecher und Verleger, starb in Bad Schwalbach
- Johann Heinrich Fenner von Fenneberg (1774–1849), Badearzt
- Philipp Hoffmann (1806–1889), Architekt und Baumeister, Erbauer des Kurhauses. Dieses wurde in den 1960er Jahren grundrenoviert von Helmut Hofmann
- Philipp Gosebruch (1835–1905), praktischer Arzt, sein Denkmal steht noch heute im Kurpark
- Adolphus Busch (1839–1913), Unternehmer, starb in Lindschied
- Paul Wallot (1841–1912), Architekt des Reichstagsgebäudes, starb in Bad Schwalbach
- Friedrich Delitzsch (1850–1922), Assyriologe, starb ebenfalls hier
- Julius Lippert (1895–1956), NSDAP-Politiker, u. a. Oberbürgermeister von Berlin, verstarb in Bad Schwalbach
- Bernhard Bendel (1908–1980), Gründer der katholischen Organisation Opus Spiritus Sancti
- Alexej Jawlensky (1864/65–1941), russisch deutscher Maler, Kur 1927[30]

Die Realschule im damaligen Langenschwalbach (Hufeisenschule) besuchte in den Jahren 1846 bis 1848 Nikolaus Otto (1832–1891), der im nahen Holzhausen an der Haide geborene Miterfinder des Viertaktprinzips, dem zu Ehren seit 1940 der Ottomotor seinen Namen trägt.